# Barrios de Colina
Pour les articles homonymes, voir Barrios.
Barrios de Colina est un municipio (canton ou municipalité), comarca (communauté historique, pays ou comté) de l'Arlanzón, dans la communauté autonome de Castille-et-León, province de Burgos, située dans le Nord de l’Espagne. C'est aussi le nom du chef-lieu du municipio
Sa population était de 64 habitants en 2010.
Le territoire du municipio est traversé par le Camino francés du Pèlerinage de Saint-Jacques-de-Compostelle qui passe par la localité de San Juan de Ortega.

## Géographie
Barrios de Colina est proche d'Arlanzón, et à 21 km à l'est de Burgos.

## Culture et patrimoine

### Pèlerinage de Compostelle
Sur le Camino francés du Pèlerinage de Saint-Jacques-de-Compostelle, on vient du municipio de Villafranca Montes de Oca.
La prochaine halte est : soit Agés à l'ouest, soit par une variante à plus grande circulation, Santovenia de Oca au sud-ouest.

### Patrimoine religieux
Monasterio de San Juan de Ortega
Le monastère de San Juan de Ortega est dédié au « saint cantonnier » San Juan de Ortega, c'est-à-dire en français « saint Jean des Orties ».

## Sources et références
- (es) Cet article est partiellement ou en totalité issu de l’article de Wikipédia en espagnol intitulé « Barrios de Colina » (voir la liste des auteurs).
- Grégoire, J.-Y. & Laborde-Balen, L. , « Le Chemin de Saint-Jacques en Espagne - De Saint-Jean-Pied-de-Port à Compostelle - Guide pratique du pèlerin », Rando Éditions, mars 2006,  (ISBN 978-2-84182-224-9)
- « Camino de Santiago St-Jean-Pied-de-Port - Santiago de Compostela », Michelin et Cie, Manufacture Française des Pneumatiques Michelin, Paris, 2009,  (ISBN 978-2-06-714805-5)
- « Le Chemin de Saint-Jacques Carte Routière », Junta de Castilla y León, Editorial Everest